# Mikael Rosén (Fußballspieler)
Mikael Rosén (* 15. August 1974 in Fågelsta), auch bekannt als Mikael Gustavsson, ist ein ehemaliger schwedischer Fußballspieler. Der Defensivspieler, der zwischen 1999 und 2003 unregelmäßig für die schwedische Nationalmannschaft auflief, gewann zweimal mit Halmstads BK den schwedischen Meistertitel.

## Werdegang
Mikael Gustavsson begann mit dem Fußballspielen bei Fågelsta AIF. 1992 ging er zum Zweitligisten Motala AIF, der jedoch am Ende der Spielzeit in die dritte Liga abstieg. Am Ende der Spielzeit 1995 gelang die Rückkehr in die Zweitklassigkeit. Parallel zu seiner Fußballkarriere spielte er zunächst lieber Bandy, als Thomas Nordahl Trainer der Fußballmannschaft wurde, konnte dieser ihn für die Fußballkarriere begeistern. Nach einem Jahr in der Division 1 wechselte Gustavsson zur Spielzeit 1997 in die Allsvenskan zu Halmstads BK.
In seiner ersten Erstligaspielzeit kam Gustavsson auf 24 Einsätze und konnte am Ende der Saison seinen ersten Meistertitel feiern. In den folgenden beiden Jahren verpasste er kein Saisonspiel und spielte sich damit in den erweiterten Kreis der schwedischen Nationalmannschaft. Am 29. Januar 1998 debütierte er beim 0:0-Unentschieden gegen Jamaika im Jersey der Landesauswahl. Gegen denselben Gegner kam er am 27. Mai 1999 zu seinem zweiten Länderspieleinsatz, als er beim 2:1-Erfolg in der zweiten Halbzeit Roland Nilsson ersetzte. Nach seinem zweiten Meistertitel mit Halmstads BK im Jahr 2000 verließ er den Klub und wechselte zu Helsingborgs IF.
Bei HIF spielte Gustavsson drei Spielzeiten. Dabei verpasste er nur ein Saisonspiel, konnte jedoch keinen Titel mit dem Verein gewinnen. Im Frühjahr 2003 konnte er sich jedoch wieder zurück in die Nationalmannschaft spielen und kam am 12. Februar zu seinem dritten Einsatz im Nationaltrikot, als die Landesauswahl mit 0:1 gegen Tunesien verlor. 2004 wechselte er nach Dänemark zu Viborg FF, wo er einen Zweijahresvertrag unterschrieb. In seiner Zeit in Dänemark änderte er seinen Nachnamen in Rosén um.
Während der Spielzeit 2006 kehrte Rosén zum Halmstads BK in die Allsvenskan zurück. Bei seiner ehemaligen Spielstation etablierte er sich auf Anhieb in der Stammformation. An der Seite von Magnus Bahne, Tim Sparv, Michael Görlitz, Tomas Žvirgždauskas und Ajsel Kujovic gehörte er in den folgenden Jahren zu den Garanten, die dem Klub regelmäßig zum Klassenerhalt in der ersten schwedischen Liga verhalfen.

## Erfolge
- Schwedischer Meister: 1997, 2000